# 水戸市民体育館
水戸市民体育館（みとしみんたいいくかん）は、茨城県水戸市にある屋内スポーツ施設である。青柳公園内に所在し、青柳公園市民体育館と呼ばれる事が多い。

## 概要
1974年3月31日竣工。
2006年4月1日より公益財団法人水戸市スポーツ振興協会が指定管理者として管理運営に当たっている。
2019年2月27日に同市にある学校法人リリー文化学園が同施設のネーミングライツ(施設命名権)を取得して、同年4月1日から愛称を「リリーアリーナMITO」にする事を発表した。 

## 施設
- 主競技場
  - 面積 - 1,794.52m2
  - 利用可能数 - バレーボール3面、バスケットボール2面、バドミントン10面、テニスコート3面
- サブ競技場
  - 面積 - 727.92m2
  - 利用可能数 - バレーボール1面、バスケットボール1面、バドミントン3面、テニスコート1面
- 卓球練習場
- トレーニングルーム

## 主な大会・イベント
- 1974年に開かれた水と緑のまごころ国体では体操競技の会場となった。
- プロボクシング興行に使用されることもあり、この体育館で2度の世界タイトルマッチが開催されている。
  - 1981年5月12日：WBC世界フライ級タイトルマッチ 大熊正二（新日本木村ボクシングジム）vsアントニオ・アベラル（ メキシコ）
  - 1990年7月29日：WBA世界フライ級タイトルマッチ 李烈雨（ 韓国）vsレパード玉熊（国際ボクシングジム）
- 水戸市内におけるプロレス会場としても使用される。
- 2016年から2018年まで、全国中学生レスリング選手権大会の会場として使用された。
- アダストリアみとアリーナが完成する前はB.LEAGUE・茨城ロボッツのホームアリーナとして使用された。

## 交通アクセス
- JR水戸駅北口より徒歩約15分